# Friuli Isonzo Merlot
Il Friuli Isonzo Merlot è un vino DOC la cui produzione è consentita nella provincia di Gorizia.

## Caratteristiche organolettiche
- colore: rubino.
- odore: caratteristico, gradevole.
- sapore: asciutto, pieno, sapido, leggermente erbaceo.

## Produzione
Provincia, stagione, volume in ettolitri
- Gorizia  (1990/91)  11134,59
- Gorizia  (1991/92)  10957,86
- Gorizia  (1992/93)  11947,13
- Gorizia  (1993/94)  10897,05
- Gorizia  (1994/95)  9189,93
- Gorizia  (1995/96)  7511,38
- Gorizia  (1996/97)  9577,57